# Arctia flavia
Arctia flavia is een vlinder uit de familie van de spinneruilen (Erebidae), onderfamilie beervlinders (Arctiinae). De wetenschappelijke naam van de 
soort is voor het eerst geldig gepubliceerd in 1779 door Fuessly.
Deze nachtvlinder komt voor in Europa.